# Lambley (Nottinghamshire)
Lambley – wieś w Anglii, w hrabstwie Nottinghamshire, w dystrykcie Gedling. Leży 6 km na północny wschód od miasta Nottingham i 176 km na północ od Londynu.